# 黃松年
黃松年，字會容，福建永泰縣白雲人，清道光十五年（1835年）乙未科殿試金榜第三甲賜同進士出身。曾任山东博兴、甘肃武威、西和等縣知县，及甘肃岷州、静宁等州知州。